# Xystrocera granulipennis
Xystrocera granulipennis är en skalbaggsart som beskrevs av Stefan von Breuning 1957. Xystrocera granulipennis ingår i släktet Xystrocera och familjen långhorningar.
Artens utbredningsområde är Kenya. Inga underarter finns listade i Catalogue of Life.